# Borek (Wrocław)
Pour les articles homonymes, voir Borek.
Borek est un quartier de Wrocław situé dans l'arrondissement de Krzyki. Avant l'année 1945 il portait le nom de Kleinburg.

## Histoire
Les premières mentions du village de Borek nous viennent de l'an 1193. Le village se trouvait près de l'actuelle rue Januszowicka (Kleinburgstraße), entre Jaworowa et Kutnowska. C'est sur des suppositions fondées, qu'on peut affirmer que de ce village provenait le savant du XIIIe siècle Witelon, connu également sous le nom de Vitello Thuringopolonis ou encore  Erazm Ciołek. Il mentionna dans son travail qu'entre 1270 et 1278 dans une petite forêt à côté du village il mena des expériences sur l'optique et la physiologie de la perception. Un autre grand personnage lié au quartier de Borek fut Manfred von Richthofen (le baron rouge), né dans le quartier et as du pilotage durant la Première Guerre mondiale.
Le quartier de Borek fut annexé à Wrocław en 1897, cette date est également le point de départ de la transformation du village en quartier résidentiel, et l'annexion dans le quartier du parc du sud - (Parc Południowy). Durant les années 1903-1904 on y construisit le château d'eau de l'allée Wiśniowa ainsi qu'en 1909 - près de la frontière nord du quartier - L'église évangélique St. Jan de Wrocław, Actuellement église St. Augustin - (kościół św. Augustyna) rue Sudecka. Les frontières du quartier sur le plan de 1911 sont à l'est l'actuelle rue Ślężna, au sud et à l'ouest la petite ligne de chemin de fer, et au nord les avenues du Gen. Hallera et Wiśniowa. Les frontières actuelles sont quasiment identiques en ajoutant toutefois l'extension du quartier à l'est avec la rue Weigla et Pułtuska. À la fin de l'année 2004 on estimait la population de Borek à 14 300 habitants.

## Architecture
Sur le terrain du village de Borek vers la fin du XIXe siècle furent construits deux quartiers résidentiels : le premier à l'est, dessiné d'un tracé régulier et symétrique autour de cinq places en forme de cercle (il n'en existe plus qu'une seule aujourd'hui) autour des rues Sudecka et Dębowa. Le deuxième à l'ouest, réalisé plus tard, d'un tracé aux lignes plus souples le long de la rue Racławicka. Le caractère architectural de Borek se composait principalement avant-guerre de villas et d'immeubles résidentiels. Parmi les plus intéressants on peut observer encore aujourd'hui l'édifice rue Sokoła et Racławicka, l'imposante villa de la rue Kutnowska (depuis peu académie Vademecum) ou également le petit palais sur l'allée du Gen. Hallera (au numéro 6-8).
Durant la période communiste, on construisit également dans le quartier quelques dizaines de blocs, dont huit blocs de dix étages placés le long de la rue Powstańców Śląskich. Durant cette période on construisit aussi deux bâtiments administratifs le long de la rue Racławicka.
Après 1989, et en fonction du manque de parcelle libres, on construisit très peu d'habitations dans le quartier. Les plus importants investissements de ces dernières années sont le centre commercial de Borek, le bâtiment administratif sur la rue Powstańców Śląskich et Hallera ainsi que deux immeubles d'habitations rue Racławicka.

## Borek aujourd'hui
Borek est aujourd'hui l'un des plus prestigieux quartiers de Wrocław. Il bénéficie d'un très bon réseau de transport vers le centre-ville (neuf lignes de tramways et huit lignes d'autobus), Le quartier est également très vert (Parc Południowy) et très calme (à l'écart des principaux axes routiers).
Dans le quartier se sont donc installés entre autres le théâtre pantomime de Wrocław, L'école nationale d'acteurs de théâtre Ludwika Solskiego, et parmi les plus célèbres habitants du quartier on peut citer le poète et dramaturge Tadeusz Różewicz.

### L'avenir du quartier
Grâce au projet de construction de la bretelle d'autoroute A8, le trafic routier sur la rue Powstańców Śląskich devrait fortement être réduit. En fonction du développement de la partie sud de la ville et de sa position à moins de 5 km de la commune de Kobierzyce et de son énorme centre commercial Bielany, on peut prévoir une hausse des prix de l'immobilier.